# Carl Cramer (Jurist)
Friedrich Wilhelm Carl Cramer (* 23. März 1804 in Bad Homburg vor der Höhe; † 7. März 1870 in Wiesbaden) war ein deutscher Jurist und Mitglied der Zweiten Kammer der Landstände des Herzogtums Nassau.

## Leben
Carl Cramer wurde als Sohn des Polizeirats Friedrich Wilhelm Cramer und dessen Ehefrau Wilhelmine Johanette Schleußner geboren. 
Nach dem Studium der Rechtswissenschaften an der Justus-Liebig-Universität Gießen war er von 1827 bis 1829 als Akzessist in Usingen und in Rüdesheim und von 1831 bis 1848 in gleicher Funktion beim Justizamt Wiesbaden tätig.
In Usingen ließ er sich als Rechtsanwalt nieder und war von 1851 bis 1864 Prokurator in Wiesbaden. 
Von 1854 bis 1857 hatte er als Nachfolger von Karl Dombois ein Mandat für die Zweite Kammer der Landstände des Herzogtums Nassau, gewählt für den Wahlkreis XIV Braubach/Nastätten.